# Михайлова, Галина Александровна
Галина Александровна Михайлова (род. 3 декабря 1989 года) ― российская хоккеистка с мячом, защитник сборной России и КХМ «Хаммарбю».

## Карьера
Воспитанница иркутского хоккея с мячом. Трижды (2008, 2009, 2013) становилась чемпионкой России, бронзовый призёр (2015) чемпионата России. Несколько сезонов провела в чемпионате Швеции. Серебряный призёр (2009) чемпионата Швеции в составе КХМ «Несшё».
Выступая за сборную России, стала чемпионкой в 2014 году, а также четырежды становилась вице-чемпионкой мира (2006, 2008, 2010, 2012).